# Okres Ostrowiec
Okres Ostrowiec (polsky Powiat ostrowiecki) je okres v polském Svatokřížském vojvodství. Rozlohu má 616,81 km² a v roce 2021 zde žilo 106 910 obyvatel. Sídlem správy okresu je město Ostrowiec Świętokrzyski.

## Gminy
Městská:
- Ostrowiec Świętokrzyski

Městsko-vesnické:
- Ćmielów
- Kunów

Vesnické:
- Bałtów
- Bodzechów
- Waśniów

## Města
- Ćmielów
- Kunów
- Ostrowiec Świętokrzyski

## Sousední okresy
| Růžice kompasu | Starachowice | Lipsko          | Lipsko | Růžice kompasu |
| Růžice kompasu | Starachowice | Sever           | Opatów | Růžice kompasu |
| Růžice kompasu | Starachowice | Okres Ostrowiec | Opatów | Růžice kompasu |
| Růžice kompasu | Starachowice | Jih             | Opatów | Růžice kompasu |
| Růžice kompasu | Kielce       | Opatów          | Opatów | Růžice kompasu |